# Józef Chalecki
Józef Chalecki (ur. ? zm. 1559) – marszałek hospodarski.

## Życiorys
Był synem Michała, starosty owruckiego, i księżnej Kroszyńskiej. W  1537 wraz z bratem Eustachym otrzymał majątek rodzinny Chalcz po odzyskaniu powiatu homelskiego z rąk moskiewskich. W 1541 był dworzaninem królewskim. W okresie 1544–1553 był starostą owruckim. Od 1554 należał do marszałków hospodarskich. W 1555 otrzymał starostwa kaniowskie i czerkaskie. W 1558 przyjmował w Wilnie poselstwo rosyjskie celem omówienia sojuszu zaczepnego przeciw Tatarom. Łukasz Górnicki wspomina go w swoim Dworzaninie.
Z trzech małżeństw pozostawił liczne potomstwo. Jego synami byli m.in.: Andrzej i Dymitr Chalecki.